# Coxicerberus tabai
Coxicerberus tabai är en kräftdjursart som först beskrevs av Waegele 1982.  Coxicerberus tabai ingår i släktet Coxicerberus och familjen Microcerberidae. Inga underarter finns listade i Catalogue of Life.